# قسم حر الريفي (مقاطعة فارياب)
قسم حر الريفي (بالإنجليزية: Hur Rural District)‏ هي منطقة سكنية تقع في كرمان في إيران. يقدر عدد سكانها بـ 14,920 نسمة .